# Тардоар
Тардоар (фр. Tardoire) је река у Француској. Дуга је 113 km. Улива се у Bonnieure.